# 17233 Stanshapiro
17233 Stanshapiro è un asteroide della fascia principale. Scoperto nel 2000, presenta un'orbita caratterizzata da un semiasse maggiore pari a 2,4362157 UA e da un'eccentricità di 0,2284420, inclinata di 9,22789° rispetto all'eclittica.